# واسیتی سولیکوویتی
واسیتی سولیکوویتی (انگلیسی: Vasiti Solikoviti؛ زادهٔ ۲ اوت ۱۹۹۳) بازیکن راگبی ۷ نفره زن اهل فیجی است.
وی در مسابقات کشوری و بین‌المللی در مجموع برندهٔ ۱ مدال برنز شده‌است.